# Wolf Lake (Minnesota)
Wolf Lake è un comune degli Stati Uniti d'America, situato nello Stato del Minnesota, nella Contea di Becker.